# Chiromantis kelleri
Espèce
Synonymes
- Hylambates enantiodactylus Calabresi, 1916
- Chiromantis macrops Ahl, 1929

Statut de conservation UICN

 LC  : Préoccupation mineure
Chiromantis kelleri est une espèce d'amphibiens de la famille des Rhacophoridae.

## Répartition
Cette espèce se rencontre en Éthiopie, au Kenya et en Somalie.

## Description
L'holotype de Chiromantis kelleri mesure 52,5 mm.

## Étymologie
Cette espèce est nommée en l'honneur du naturaliste Conrad Keller (1848–1930).

## Publication originale
- Boettger, 1893 : Übersicht der von Prof. C. Keller anlässlich der Ruspolischen Expedition nach den Somaliländern gesammelten Reptilien und Batrachier. Zoologischer Anzeiger, vol. 16, no 417, p. 129-132 (texte intégral).